# 乌拉斯台河 (和静)
乌拉斯台河，位于中华人民共和国新疆维吾尔自治区巴音郭楞蒙古自治州和静县境内的一条河流，是开都河左岸支流，由木呼尔查干河（也作莫呼查汗河）和哈合仁郭勒河汇流而成，主源木呼尔查干河发源于和静县中部天山山脉额尔宾山南麓东段的东豆达坂，自西北向东南流35千米出山口，山口以下至灌区之间河床呈散流状，至哈尔莫墩镇乌拉斯台村东南与哈合仁郭勒河汇流，之后继续东南流约5千米后分为东、南两支：南支向南约4.5千米后汇入开都河北岸汊流；东支向东流，蜿蜒迂回8千米后与黄水沟河下游两支汊流相汇，之后转南流，跨过开都河北岸总干渠，南流4.3千米汇入开都河北岸汊流。河长71千米，流域面积2260平方千米，年均径流量1.3亿立方米。乌拉斯台河是下游乌拉斯台农场和哈尔莫敦镇灌区主要的水源之一。